# تحطم طائرة تشوهويف أن-26 عام 2020
في 25 سبتمبر 2020، تحطمت طائرة نقل عسكرية من طراز أنتونوق أن-26 أثناء رحلة تدريبية في تشوهويف، منطقة خاركيف، أوكرانيا. وقد نجا شخص واحد من بين 27 شخصا كانوا على متن الطائرة. نتج عن الحادث تدمير الطائرة والتي كانت تحمل رقم الذيل 76 وتنتمي إلى لواء التدريب الجوي 203 (الوحدة العسكرية A4104).
وفقًا لتحقيق حكومي رسمي، فإن أخطاء الطيار والأعطال الفنية في الطائرة كانت سببًا في الحادث.

## تاريخ الرحلة
اعتبارًا من الساعة 18:50 يوم 25 سبتمبر 2020، جدّولت رحلات على متن طائرة An-26Sh لتدريب طلاب الطيران والملاحة في جامعة خاركيف الوطنية للقوات الجوية لاكتساب مهارات الطيران وقيادة الطائرات. سارت الرحلات حسب الخطة وكان من المقرر أن تستمر حتى الساعة 10:50 مساءً. في الوقت الذي سبق الحادث، أنجزت الطائرة بستة إقلاعات ناجحة وخمسة هبوطات ناجحة.
يتكون الطاقم من 7 أشخاص. وكان طاقم الطائرة بقيادة بوهدان كيشينيا، وهو طيار مدرِّب، وطيار من الدرجة الثانية، وقد طار لأكثر من 700 ساعة. تناوب الطلاب على الجلوس على الكرسي الأيمن لاكتساب مهارات الطيران.
تحطمت الطائرة بالقرب من الطريق السريع M03 كييف - خاركوف - دوفجانسكي. أخمدت فرق خدمة الطوارئ الحكومية ووحدات وزارة الداخلية الأخرى التي وصلت إلى الموقع الحريق الذي اندلع بعد سقوط الطائرة في الساعة 9:55 مساءً. خلال الحادث، كادت الطائرة أن تصطدم بإحدى السيارات المارة على الطريق السريع. استدعى السائقون والركاب رجال الإنقاذ إلى موقع الحادث وقدموا الإسعافات الأولية للأشخاص الذين نجوا من الحادث: كان أحدهم مشتعلًا وأطفئت النيران المشتعلة به باستخدام مطفأة حريق، وكان الآخر مصابًا بكسر في الرأس وجرح في ساقه، لكنه كان واعيًا ويمكنه التحدث. وأفاد شهود عيان أيضًا أن الطلاب قفزوا بدون مظلات.
كان على متن الطائرة 27 شخصًا - 20 طالبًا من جامعة خاركيف الوطنية للقوات الجوية وسبعة ضباط. لم يُسمح لأحد الطلاب بالصعود إلى الطائرة في اللحظة الأخيرة. عُثر على خمسة وعشرين جثة في موقع الحادث. نجا اثنان من الطلاب من الحادث، لكن أحدهما، الذي أصيب بحروق في 90% من جسده، توفي في 26 سبتمبر/أيلول في مستشفى إسعاف في خاركوف. بلغ إجمالي عدد القتلى في حادث تحطم الطائرة 26 شخصًا - 19 طالبًا وسبعة من أفراد الطاقم. كانت جثث القتلى محترقة ومشوهة بشكل سيئ، وكان من الضروري إجراء فحص الحمض النووي لتحديد هوياتهم، الأمر الذي استغرق من أسبوعين إلى ثلاثة أسابيع.
أفاد الناجي الوحيد الذي أسعف إلى المركز الطبي العسكري في المنطقة الشمالية وكان مصابًا بالعديد من الكدمات والارتجاجات" بأن كل شيء حدث بسرعة، "كما هو الحال في لعبة كمبيوتر".
وقع حطام الطائرة على بعد 533–534 كيلومتر (331–332 ميل) من علامة طريق M03 كييف-خاركيف-دوفجانسكي، ما سبب إعاقة لحركة المركبات التي تمر عبر مسار واحد.
لم يعلن عن سبب تحطم الطائرة على وجه اليقين. أشارت هيئة أرشيف حوادث الطائرات في جنيف إلى تحطّم ما لا يقل عن 10 طائرات أنتونوف AN-26 منذ عام 2017.
قال وزير الدفاع الأوكراني أندريه تاران إن الطائرة كانت في حالة جيدة، وكانت لديها موارد طيران كافية، ولكن لأسباب غير معروفة اصطدم جناحها بالأرض. وفقًا للتقديرات الأولية، تم النظر في فشل أحد مستشعرات المحرك، لكن يبدو أن المحرك نفسه لم يفشل. وفي الوقت نفسه، قالت والدة الطيار أشرف مسويا للصحفيين إن ابنها ذكر أن الطائرة نفسها لم تكن في حالة جيدة على الإطلاق، وأن محركات الطائرة كانت تتعطل باستمرار.

## الطائرة
بلغ إجمالي ساعات طيران الطائرة أنتونوف إن-26 (رقم الذيل 76، الرقم التسلسلي 56-08، أطلقت في 21 أكتوبر 1977) 5985 ساعة وأجرت 3450 هبوطًا. في يوليو 1996، جُدّدت في مصنع إصلاح الطائرات 410 (كييف).

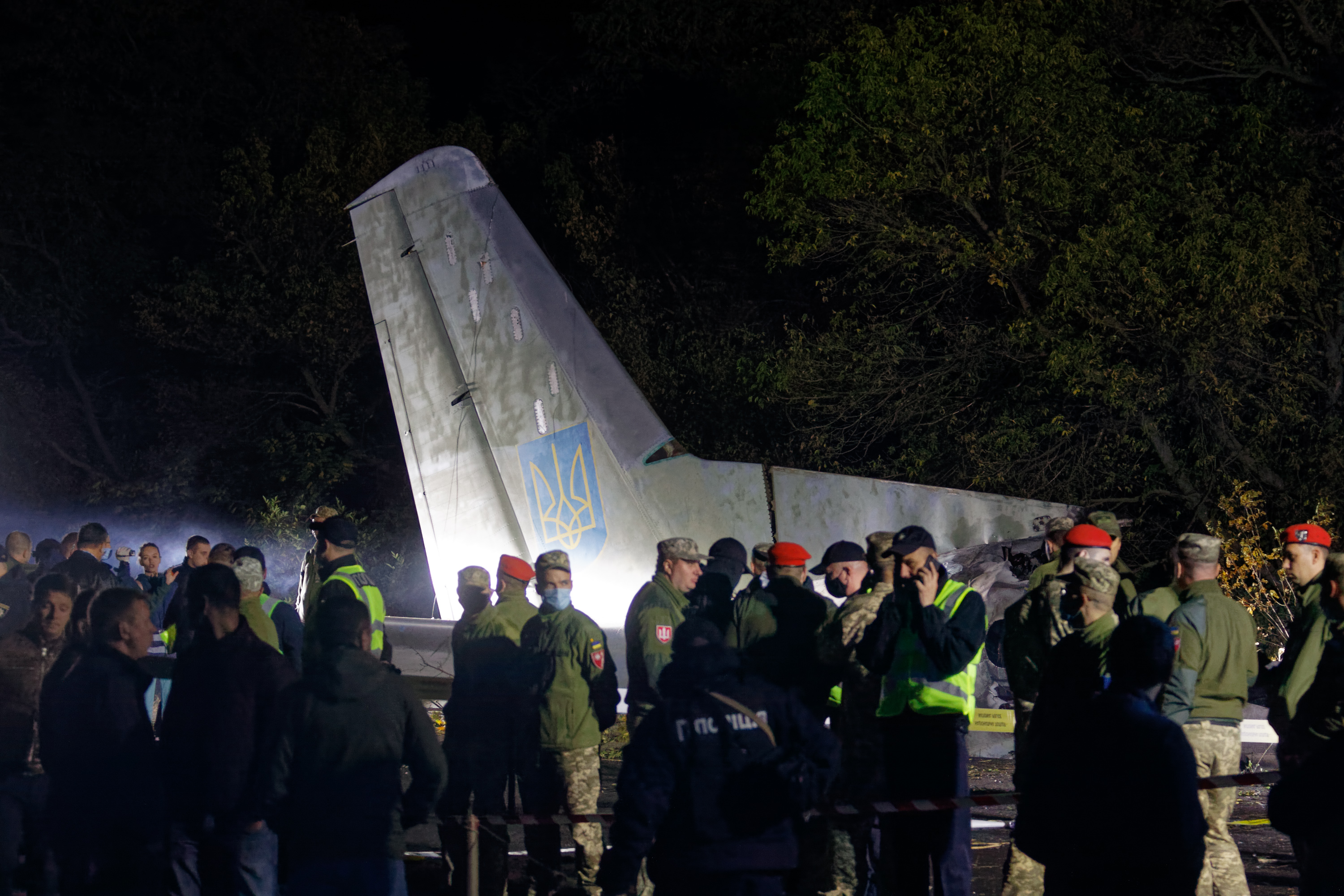
ذيل الطائرة.

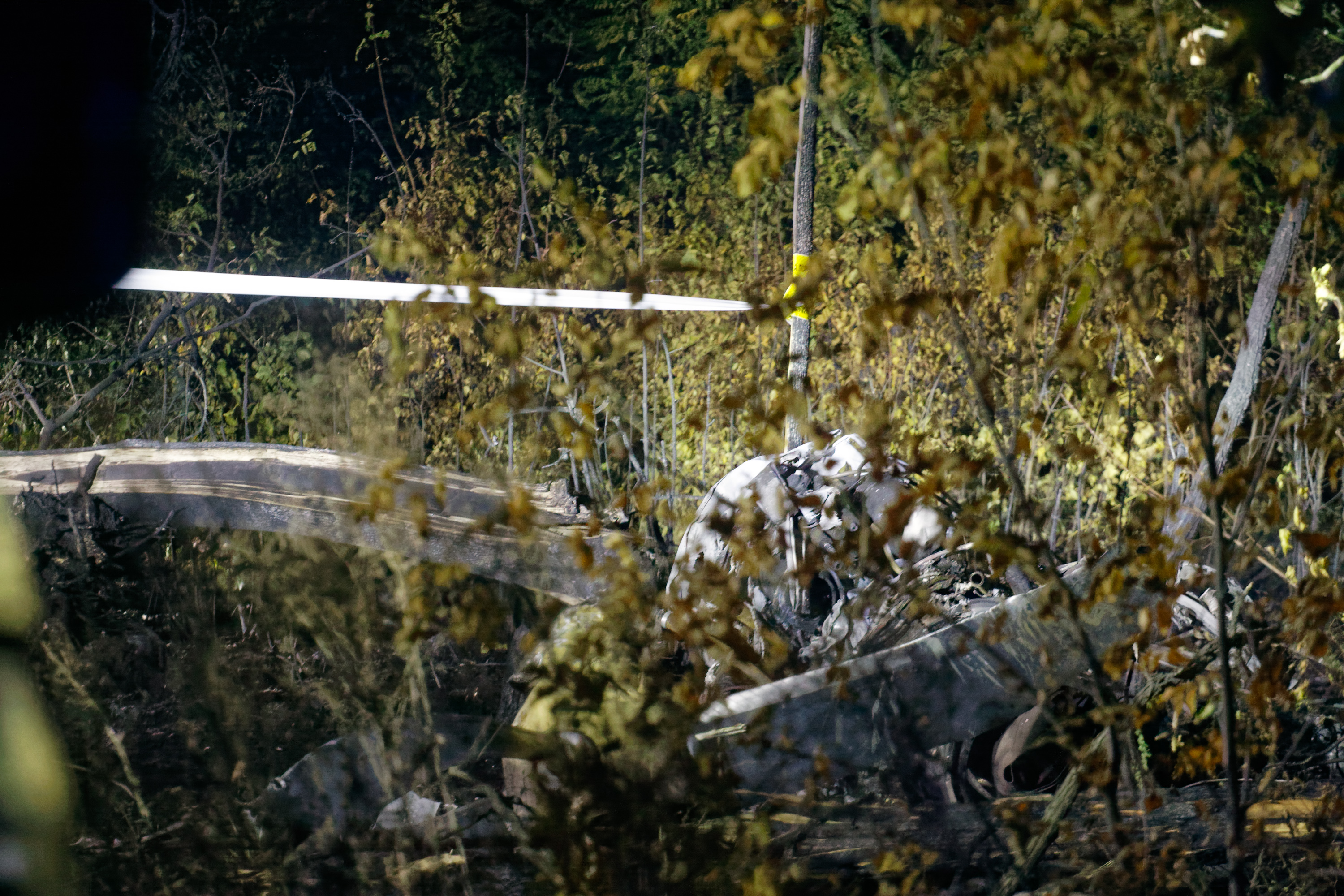
حطام الطائرة خلف الأشجار

منذ وقت الإصلاح، أنجزت الطائرة 1800 ساعة طيران و2160 هبوطًا. بالنسبة للطائرات من هذا النوع، حُدّد العمر التشغيلي لها بـ 20 ألف ساعة طيران و14 ألف هبوط. في أغسطس 2020، وتحت إشراف المتخصصين من شركة أنتونوف، مُدّد عمر الخدمة لها حتى 21 يونيو 2022، وكان من المقرر إجراء الإصلاح التالي في يوليو 2022. محرّك الطائرة هو من نوع AI-24VT، وكانت مدة خدمة المحرك الأيمن المقررة (الذي أصدر في الربع الرابع من عام 1974) قبل الإصلاح التالي تنتهي في 11 أكتوبر 2020، والمحرك الأيسر (الذي أصدر في ديسمبر 1977) حتى 5 يونيو 2021.

## الضحايا
في 26 سبتمبر 2020، نشرت جامعة إيفان كوزيدوب للقوات الجوية الوطنية على صفحتها على الفيسبوك أسماء الضباط والطلاب الذين لقوا حتفهم في حادث تحطم الطائرة. نجا شخصان من الحادث، توفي أحدهما لاحقًا في المستشفى.
في 29 سبتمبر أقيم حفل وداع للطالب فيتالي فيلخوفي البالغ من العمر 20 عامًا، والذي توفي في المستشفى متأثرًا بإصابات بالغة في حادث تحطم الطائرة، وذلك في النصب التذكاري للمجد في خاركوف.

## ردود الفعل

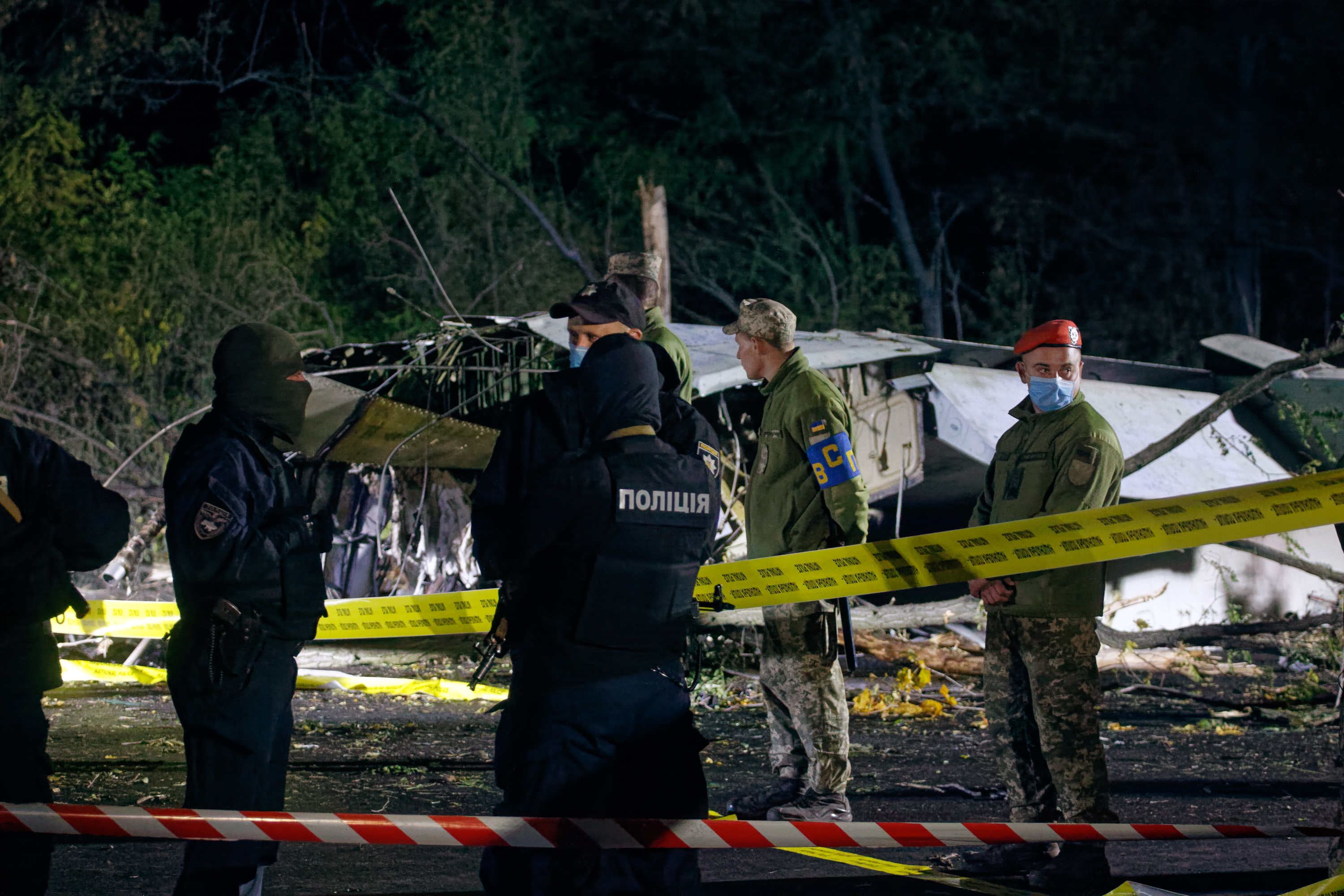
حطام طائرة أن-26

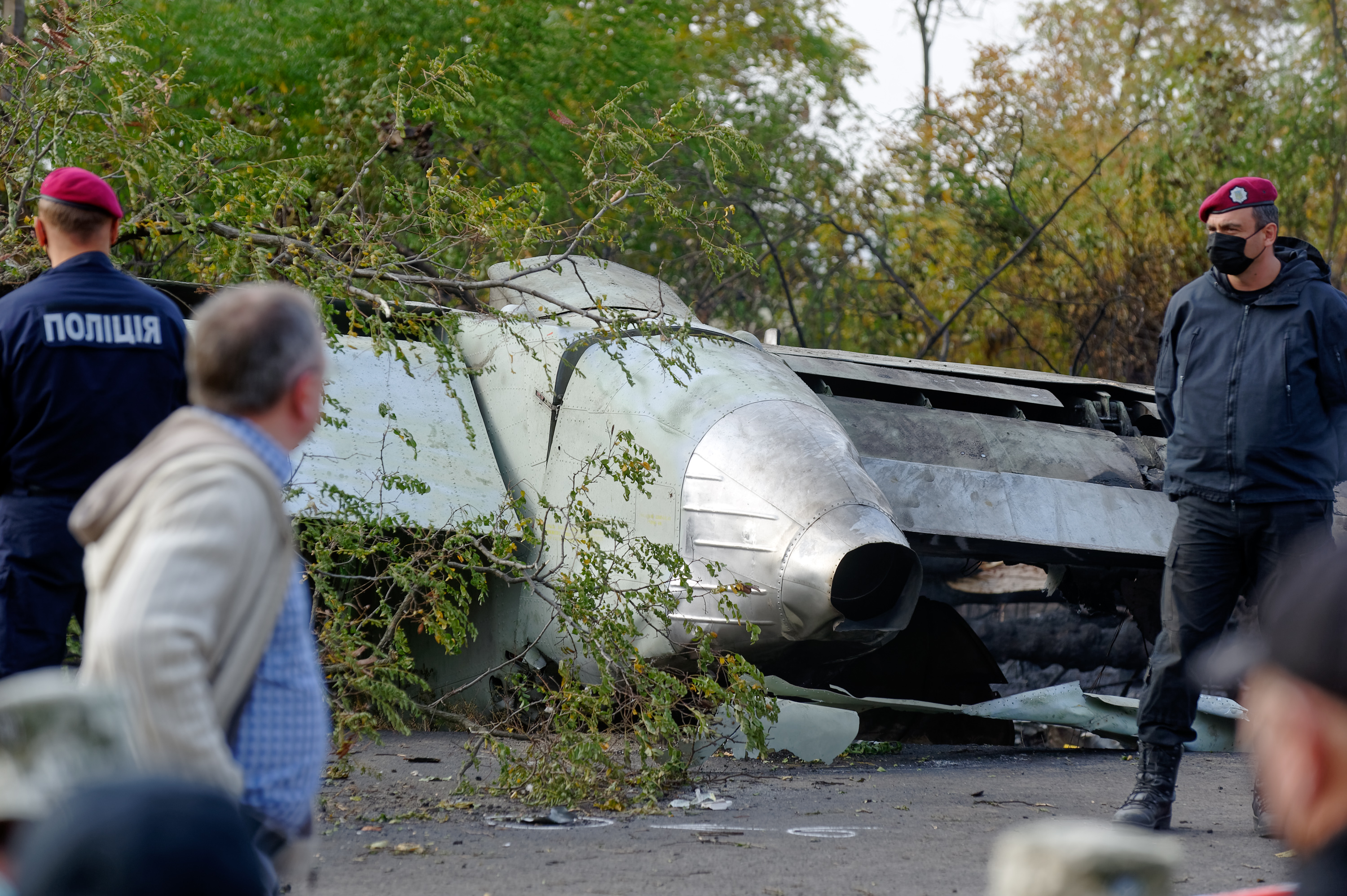
جزء من ذيل الطائرة التي تعرضت للحادث

في 26 سبتمبر، كوّن الرئيس الأوكراني فولوديمير زيلينسكي لجنة للتحقيق في ملابسات المأساة وتقديم كل المساعدة اللازمة. وتضمنت اللجنة: القائد الأعلى للقوات المسلحة الأوكرانية العقيد الجنرال رسلان خومتشاك، ورئيس جهاز الأمن الأوكراني إيفان باكانوف، والنائب الأول لسكرتير مجلس الأمن القومي والدفاع الوطني ميخائيلو كوفال، ووزير الداخلية الأوكراني أرسين أفاكوف، ووزير الصحة ماكسيم ستيبانوف، ونائب رئيس مكتب رئيس أوكرانيا أوليه تاتاروف، ورئيس إدارة الطيران الحكومية في أوكرانيا أوليكساندر بيلتشوك، ورئيس خدمة الطوارئ الحكومية في أوكرانيا ميكولا تشيتشوتكين، ورئيس إدارة ولاية خاركوف أوليكسي كوتشر ومسؤولين آخرين. يرأس اللجنة الحكومية نائب رئيس الوزراء أوليه أوروسكي، وزير الدفاع، ونائب الرئيس أندريه تاران.
أعلن يوم الحداد في أوكرانيا في 26 سبتمبر. وفي خاركوف، حمل المواطنون الزهور والفوانيس إلى المبنى الرئيسي لجامعة خاركيف الوطنية للقوات الجوية الوطنية. وفي اليوم نفسه، أصدر زيلينسكي تعليمات بتعليق رحلات جميع طائرات أن-26 ونظيراتها إلا أن تتوضّح أسباب الحادث وتقديم معلومات عن الحالة الفنية للمعدات العسكرية. وقد أفاد نائب رئيس مكتب الرئيس أوليه تاتاروف، نيابة عن زيلينسكي أيضًا، أنه يتوجب على وزارة الداخلية مراجعة عقود الدفاع وتعزيز الرقابة على التحقيق الجنائي في مجال الدفاع لشراء وصيانة المعدات العسكرية.
قرر وزير الدفاع أندريه تاران دفع مساعدة مالية لمرة واحدة بمبلغ 1,576,000 هريفنيا أوكرانية (56,285 دولار أمريكي) لأسر ضحايا تحطم الطائرة، والتي ستموّلها وزارة الدفاع الأوكرانية. وقد أعرب رئيس الكنيسة الأرثوذكسية في أوكرانيا المطران إبيفانيوس عن تعازيه.

## التحقيق
أطلق مكتب التحقيقات الحكومي ومكتب المدعي العام تحقيقًا أوليًا في حادث تحطم الطائرة العسكرية لانتهاك قواعد الطيران والاستعداد لها، ما تسبب في كارثة وعواقب وخيمة (المادة 416 من القانون الجنائي لأوكرانيا).
وقد نظر مكتب التحقيقات الحكومي في الأسباب المحتملة للتحطم: عطل فني، وخطأ من جانب الطيار، وأخطاء في التحكم في الطيران، وصيانة غير سليمة.
وفي موقع الحادث، بدأت إدارة التحقيقات الجنائية إجراءات التحقيق بمشاركة مختصين، بلغ عددهم 50 محققًا. طلب التحقيق إجرءا أكثر من 50 فحصًا. عثر المحققون على سجلات الرحلة الباقية وأرسلت لفك شفرتها. نُقل حطام الطائرات الكبير من موقع التحطم إلى موقع خاص على أراضي اللواء 203 للتدريب الجوي ليفحصه المتخصصون.
في وقت التحقيق، أعفي المسؤولون عن تنظيم وإجراء رحلات التدريب.
صرح رئيس قسم التحقيقات الرئيسي بمكتب التحقيقات الحكومي ماكسيم بورشاكوفسكي أن المعلومات المتعلقة بفشل المحرك الأيسر للطائرة غير موثوقة.
في 28 أكتوبر أعلنت اللجنة الحكومية عن الأسباب التالية للحادث:
- عدم وجود سيطرة على تنظيم الرحلات الجوية من قبل مسؤولي جامعة خاركوف للقوات الجوية
- انتهاكات منهجية لقواعد الطيران في الجامعة
- عدم كفاية إعداد الطاقم للمواقف الخاصة
- عمليات الإقلاع على شكل ناقل (نفّذت الرحلة السادسة على التوالي في وقت وقوع الحادث)
- فشل نظام التحكم في المحرك
- انتهاك جدول الرحلات.

في 18 ديسمبر 2020، أعلنت هيئة الأركان العامة عن الاشتباه في قائد القوات الجوية في القوات المسلحة الأوكرانية سيرجي دروزدوف بالإهمال في أداء واجباته الرسمية، ما تسبب في عواقب وخيمة. يشتبه المحققون في أنه سمح لشخص لا يمتلك الخبرة المناسبة بقيادة الطائرة.
في 22 ديسمبر 2020، احتجزت محكمة بيشيرسك رايون في كييف قائد الوحدة العسكرية A-4104 فياتشيسلاف هلازونوف للاشتباه في إهماله وانتهاك قواعد التدريب والطيران ومدير الطيران أوليكساندر جوك للاشتباه في انتهاكه التحضير وقواعد الطيران والإهمال (على التوالي)، ما أدى إلى تحطم طائرة An-26 ووفاة 26 عسكريًا.
في 22 ديسمبر 2020، أطلقت محكمة منطقة بيشيرسك في كييف سراح قائد القوات الجوية الأوكرانية سيرجي دروزدوف لأداء واجبه الشخصي، وفرضت عليه واجبات عدم مغادرة المدينة، والإخطار بتغيير محل الإقامة، والوصول بناءً على طلب المحكمة أو مكتب المدعي العام أو المحقق.
في 30 أبريل 2021، أبلغ محققو DBR، بالاتفاق مع المدعين العامين في مكتب المدعي العام المتخصص في القوات العسكرية والدفاعية للقوات المشتركة، عن الاشتباه في تورط أشخاص جدد في الحادث المأساوي لتحطم طائرة An-26، وهم: نائب قائد الوحدة العسكرية A4104، حيث وقعت الكارثة؛ نائب قائد الوحدة العسكرية A4104 للتدريب على الطيران، المشتبه في انتهاكهم لقواعد إعداد وإجراء الرحلات الجوية والإهمال في الخدمة العسكرية (المادة 416 والفقرة 3 من المادة 425 من القانون الجنائي لأوكرانيا). بالإضافة إلى ذلك، أفاد المدعون العامون بوجود شكوك حول الإهمال في الخدمة العسكرية من قبل نائب مجلس المنطقة الذي كان يشغل منصب رئيس جامعة خاركوف الوطنية للقوات الجوية في وقت وقوع الحادث.
في 3 مايو 2021، وفقًا للخدمة الصحفية لمكتب التحقيقات الحكومي، اختارت محكمة منطقة بيشيرسك في كييف تدابير احترازية في شكل الإقامة الجبرية الليلية لمدة 60 يومًا لرئيس KNAFU السابق، ونائب قائد الوحدة العسكرية A4104، حيث وقع الحادث ونائب قائد الوحدة العسكرية للتدريب على الطيران.